# Жезказганські рудники
Жезказганські рудники – сукупність гірничодобувних підприємств, призначених для розробки гігантського Жезказганського мідного родовища.

## Початковий етап розробки
Мідну руду в районі Жезказгану виявили ще в 1847 році. Вперше за розробку родовища узялись на початку 20 століття британські інвестори, які діяли через АТ «Атбасарские медные копи». До початку Громадянської війни в Росії встигли закласти 18 шахт глибиною від 6 до 80 метрів (сукупна глибина їх стовбурів становила лише чотири сотні метрів), переробкою руди з яких мав займатись Спаський мідеплавильний завод.
В 1920-х роках радянська влада узялась за відновлення Жезказганського проекту – спершу через Атбасарський трест кольорових металів, а з 1926-го через Карсакпайський мідний комбінат. В 1928-му з використанням обладнання Спаського заводу запустили Карсакпайський мідеплавильний завод.
З початком у 1941 році радянсько-германської війни розробка Жезказганського родовища активізувалась, зокрема, за рахунок відновлення старих шахт №1, №7, №13, №26, №34, введення нових шахт №3, №31, №32, №39 (відомо, що вона діяла у 1942 – 1951 роках), «Петро», «Петро-центр», «Покро» та двох кар’єрів. В 1943-му почалась проходка шахт «Кресто-Захід» та «Покро-5», відомо про існування шахти №12. Всього у складі створеного в 1943-му Жезказганського мідного комбінату в воєнні роки діяло 17 шахт, при цьому видобуток руди зріс з 315 тисяч тон в 1941-му до 1020 тисяч тон в 1943-му.
В перші післявоєнні роки став до ладу цілий ряд кар’єрів – в 1947-му Анненський та Каргінський, в 1948-му Нікольський та Біловський.
В 1951 – 1953 роках запустили шахти №42, №43-біс, №44, № 45 та №45-біс. Також відомо про існування шахти №51. Якщо раніше руда вивозилась для збагачення на розташовану за півсотні кілометрів фабрику при Карсакпайському мідеплавильному заводу, то тепер окрім нових вирорбничих потужностей в 1954-му в самому Жезказгані ввели в дію першу збагачувальну фабрику.

## Повномасштабна розробка родовища
У 1950-х роках вирішили багаторазово збільшити видобуток з Жезказганського родовища, при цьому відповідно до завершеного в 1962 році проекту річна потужність комплексу мала становити 17,5 млн тон мідної руди (а також 0,5 млн тон мідно-свинцевої та 0,8 млн тон свинцевої руд), що дозволяло б щорічно виплавляти на новому Жезказганському мідеплавильному заводу (став до ладу в 1973-му) до 200 тисяч тон міді (та отримувати 276 тисяч тон сульфатної кислоти). Як наслідок, почалось будівництво шахт-гігантів, перша з яких із номером 55 стала до ладу в 1964-му. Далі в 1967-му ввели в дію шахту №57, у 1975-му – шахту №65, а в 1984-му – шахту №67.
На тлі реалізації цих планів видобувні активи Жезказганського гірничо-металургійного комбінату (діяв з 1958-го) були реорганізовані зі створенням кількох рудників – Північно-Жезказганського (1960), Східно-Жезказганського та Південно-Жезказганського (обидва у 1965-му). Кожен з них об’єднував численні виробничі ділянки. Так, Північно-Жезказганський рудник, що спеціалізувався на відкритому видобутку до глибини у 300 метрів та виник шляхом об’єднання Анненського та Златоуст-Біловського (введений у 1960-му) кар’єрів, за час свого існування також розробляв щонайменше кар’єри Акчі-Спаський (відкритий у 1981 – 1982 роках), «Середній-Спаський», «Малий Спаський», «Кресто» (Кресто-Центр, 7-ІІ, 7-ІІІ, 8-І, 8біс, 10, 12), Нікольський, «Промєжуточний», «Больнічний», «Південний стовбур». Південно-Жезказганський рудник використовував 11 шахтних стовбурів – №65, №65-біс, №65-допоміжний, №65-вантажний (можливо відзначити, що шахта №65 перевершила за потужністю введені раніше шахти-гіганти №55 та №57), №45, №46, №61, №62, №63, «Нова» та «Південний».
В 1976-му видобуток руди на Жезказгані досягнув рівня у 22 млн тон.
На тлі краху планової економіки чимало гірничодобувних підприємств Казахстану потрапили у скрутне становище або навіть закрились. Втім, запаси та характеристики Жезказганського родовища виявились достатніми, щоб його розробка не тільки продовжувалась, але й супроводжувалась запуском нових потужних видобувних майданчиків – так, в 1996-му ввели в дію шахту Анненська (зі створенням рудника Анненський), у 2000-му запустили шахту № 73/75 (у складі Східно-Жезказганського рудника до створення в 2005-му рудника Західний), в середині 2000-х запустили шахту №70 (зі створенням в 2004 році на основі неї та шахти №67 рудника Степной).

## Сучасний стан
З 1990-х років жезказганське родовище належить корпорації «Казахмис». Станом на початок 2022 рік у структурі Філії Виробниче об’єднання «Жезқазғантүстімет» ТОВ «Корпорація Казахмис» продовжували діяти лише три рудники, що займаються розробкою Жезказгану:
- Південно-Жезказганський з річною виробничою потужністю 5,3 млн тон, де діють шахти 3, 44, 45 та 65;
- Східно-Жезказганський з річною виробничою потужністю 5,15 млн тон і шахтами 55, 57 та «Анненська» (глибина останньої досягає 870 метрів);
- Західний потужністю 4,6 млн тон на рік, що використовує шахти 67/70 та № 73/75.
Втім, на сайті «Казахмис»-у станом на 2023 рік також значиться як діючий Північно-Жезказганський рудник, який опікується гірничою ділянкою району Акчій-Спаського кар’єру.